# Hans Christian Blech
Hans Christian Blech, född 20 februari 1915 i Darmstadt, Kejsardömet Tyskland, död 5 mars 1993 i München, Tyskland, var en tysk skådespelare. Blech började sin bana som teaterskådespelare 1937, men andra världskriget satte stopp för karriären då han var krigsfånge under stor del av konflikten. Från 1947-1955 verkade han vid Münchner Kammerspiele och började samtidigt på allvar synas i både tysk och internationell film. Han tilldelades 1976 tyska filmpriset Filmband in Gold. På 1980-talet och 1990-talet bestod hans framträdanden som skådespelare mestadels av TV-produktioner.

## Filmografi, urval
- 1948 – Farligt vittne
- 1950 – Våld i hemlighet
- 1951 – Förrädare
- 1954 – Den store kirurgen
- 1955 – Autostradaligan
- 1955 – Barn, mödrar och en general
- 1962 – Den längsta dagen
- 1964 – Besöket
- 1965 – Sabotören
- 1969 – Bron vid Remagen
- 1975 – Falsche Bewegung
- 1976 – En clowns åsikter
- 1977 – Tre systrar i Prag
- 1978 – Kniven i huvudet
- 1979 – Victoria
- 1985 – Överste Redl